# Euxoa lindseyi
Euxoa lindseyi là một loài bướm đêm trong họ Noctuidae.